# Etnia mentawai

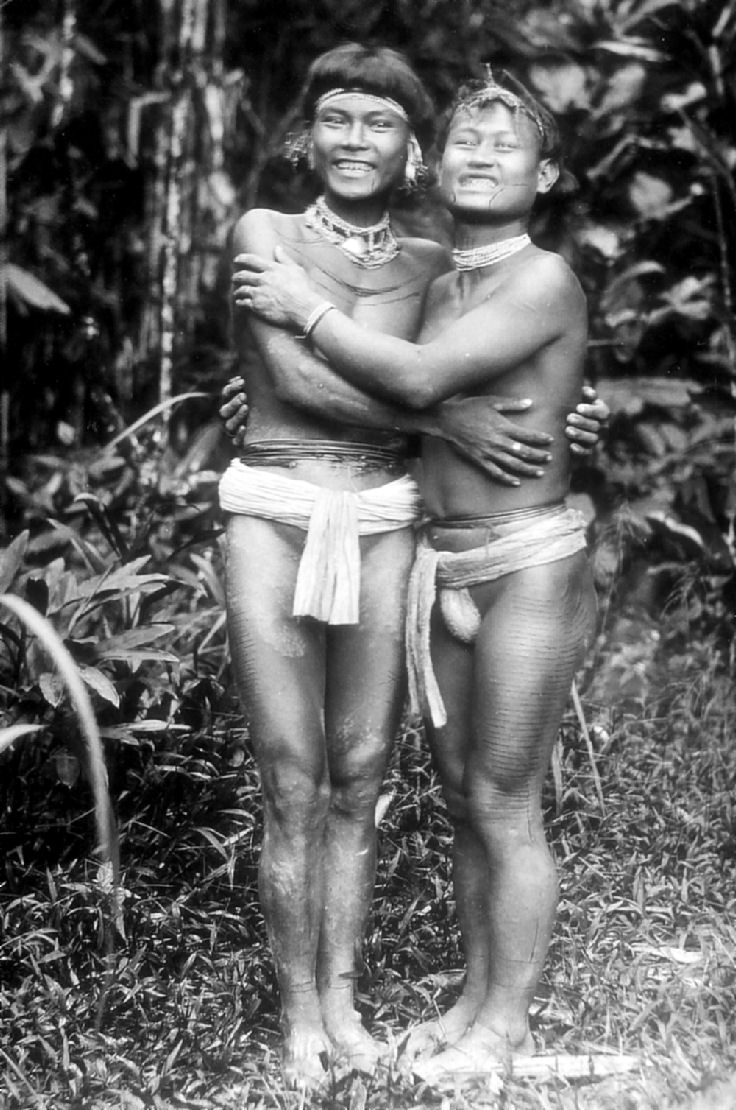
Hombres mentawai en 1895.

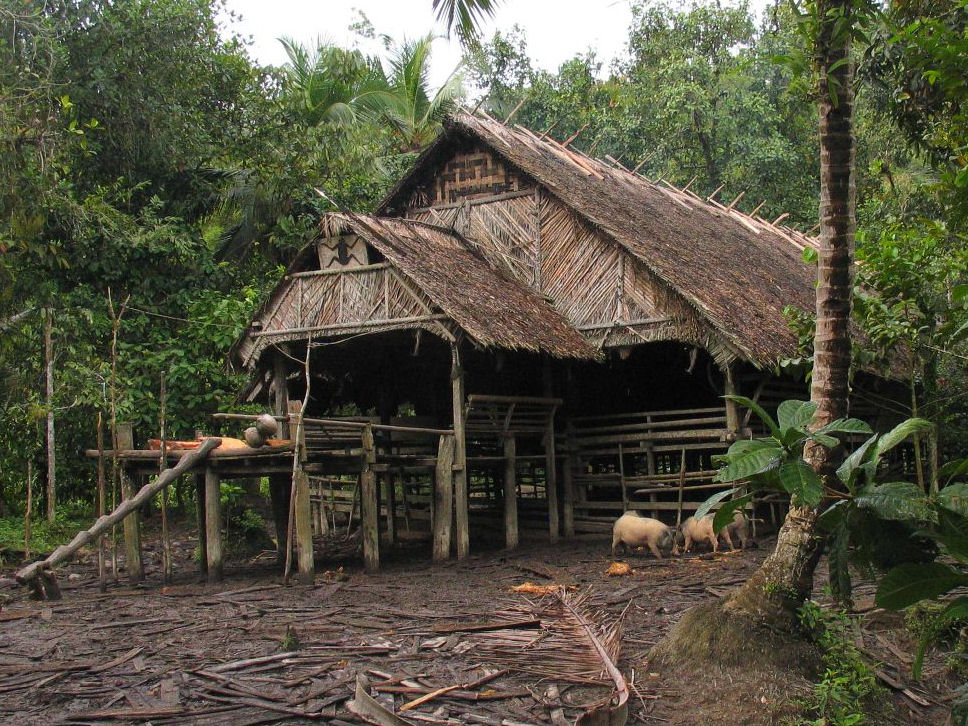
Vivienda mentawai tipo uma.

Los mentawai son una etnia originaria de las islas Mentawai (provincia de Sumatra Occidental, Indonesia). Son seminómadas y viven de la caza y la recolección de alimentos. Se estima que su población ronda los 64 000 individuos. El idioma mentawai es una lengua austronesia. Los mentawai son conocidos por su honda espiritualidad, sus tatuajes y la tendencia de sus mujeres a afilarse los dientes, lo cual es visto como una práctica estética. Esto se presume por los acercamiento con personas del común. 
Habitan unas grandes construcciones comunales llamadas uma, edificadas con bambú y hierba. El suelo se eleva y se cubre con placas de madera. Los hombres se adornan con collares y flores que colocan en manos y orejas. 